# Крымский экзархат УГКЦ
Крымский экзархат (укр. Кримський екзархат УГКЦ) — экзархат Украинской греко-католической церкви. Образован 13 февраля 2014 года путём разделения Одесско-Крымского экзархата. Административный центр находится в Симферополе. 

## История
28 июля 2003 года решением Синода УГКЦ был основан Одесско-Крымский экзархат путём его выделения из архиепископского экзархата Киева — Вышгорода (сейчас — Киевская архиепархия).
13 февраля 2014 года Одесско-Крымский экзархат был разделён на Одесский и Крымский экзархаты. Главой Одесского экзархата был назначен епископ Михаил Бубний, пост главы Крымского экзархата пока остаётся вакантным, временным администратором является глава Одесского экзархата.